# Erynia erinacea
Erynia erinacea är en svampart som först beskrevs av Ben Ze'ev & R.G. Kenneth, och fick sitt nu gällande namn av Remaud. & Hennebert 1980. Erynia erinacea ingår i släktet Erynia och familjen Entomophthoraceae.   Inga underarter finns listade i Catalogue of Life.